# Norwegian Star
El Norwegian Star (anteriormente llamado SuperStar Libra) es un crucero de la clase Dawn operado por Norwegian Cruise Line (NCL). Encargado y destinado a Star Cruises, originalmente se llamó SuperStar Libra antes de ser transferido a NCL. Norwegian Star es un crucero Panamax; sus 294 metros de eslora (965 pies) y 32,2 metros de manga ( 105,6 pies) se acercan al límite para los barcos que transitan por el Canal de Panamá.
El Norwegian Star fue construido por el astillero Meyer Werft en Papenburg, Alemania. La construcción del Norwegian Star comenzó en 2000 y se completó a mediados de 2001, y el barco se puso en servicio ese mismo año. Originalmente circunnavegando las islas hawaianas desde su introducción, el Norwegian Star se trasladó a la costa del Pacífico de América del Norte en 2004.